# Lonchodes viridis
Lonchodes viridis är en insektsart som beskrevs av Kirby 1904. Lonchodes viridis ingår i släktet Lonchodes och familjen Phasmatidae. Inga underarter finns listade i Catalogue of Life.